# Lijst van burgemeesters van Zoutelande
Dit is een lijst van burgemeesters van de voormalige Nederlandse gemeente Zoutelande tot deze gemeente op 1 juli 1966 opging in de nieuwe gemeente Valkenisse.
| Ambtsperiode | Naam burgemeester       | Partij of stroming | Bijzonderheden                                                    |
| ------------ | ----------------------- | ------------------ | ----------------------------------------------------------------- |
| ??           | ??                      |                    |                                                                   |
| 18?? - 1846  | Johannis Adriaanse      |                    | van 1800 tot 1833 eigenaar van de Zoutelandse Molen               |
| 1846 - 1884  | Jacobus (J.) Verhage    |                    | vanaf 1853 tevens burgemeester van Biggekerke                     |
| 1884 - 1892  | Willem Hendrik de Bruyn |                    | later burgemeester van Koudekerke                                 |
| 1892 - 1893  | Pieter Schelto Buteux   |                    | later burgemeester van Oost- en West-Souburg                      |
| 1893 - 1921  | Willem (W.) van Sighem  |                    |                                                                   |
| 1921 - 1959  | David (D.) Kodde        | SGP                |                                                                   |
| 1959 - 1966  | Jan (J.) de Pree        | CHU                | waarnemend, later burgemeester van Zaamslag, Wilnis en Woudenberg |